# 4321 Zero
4321 Zero è un asteroide della fascia principale. Scoperto nel 1981, presenta un'orbita caratterizzata da un semiasse maggiore pari a 3,0623785 UA e da un'eccentricità di 0,2863162, inclinata di 2,40926° rispetto all'eclittica.
Il suo nome deriva da quello dell'attore statunitense Zero Mostel, oltre ad essere una ripresa del conto alla rovescia (4, 3, 2, 1, 0).